# Crown the Empire
Crown the Empire ist eine 2010 gegründete Metalcore-Band aus Dallas, Texas. Ihr zweites Studioalbum, The Resistance: Rise of The Runaways von 2014 platzierte sich in den Top Ten der US-amerikanischen Albumcharts. Auf Tourneen spielte die Gruppe mit We Came as Romans, Pierce the Veil, Attack Attack!, Issues, Like Moths to Flames, The Color Morale, Capture the Crown, Palisades, Asking Alexandria und The Used.

## Geschichte
Im Juli des Jahres 2010 wurde die Band von Sänger Andrew Velasques, Bassist/Gitarrist Hayden Tree, Gitarrist Brendon Hoover und Keyboarder Austin Duncan in Dallas, Texas gegründet. Zu diesem Zeitpunkt besuchten die vier Musiker noch die Highschool. Anfangs stieß mit Alex Massey ein Schlagzeuger zu der Truppe, welcher jedoch relativ schnell durch Brent Taddie ersetzt wurde. Massey ist lediglich auf der Debüt-EP Limitless zu hören. In den Anfangstagen der Band bewarb sich der damals 15-jährige Post Malone für den Posten des Gitarristen. Er wurde aber abgelehnt, da ihm beim Vorspielen eine Saite riss. Die EP Limitless erschien am 29. November 2011 lediglich auf digitaler Ebene. Im Titeltrack ist Denis Shaforostow, ehemaliger Sänger von Make Me Famous, zu hören. Das erste Musikvideo produzierte die Gruppe zum Stück Voices, welches ebenfalls auf der EP zu finden ist. Das Video wurde offiziell im Dezember 2011 auf YouTube veröffentlicht.
Die erste Tournee absolvierte die Band zwischen 3. und 7. März 2012 im Vorprogramm von A Skylit Drive. Ende März wurden Gerüchte laut, dass die Gruppe von Rise Records unter Vertrag genommen wurden. Genährt wurden diese durch Statements, welche von der Plattenfirma und der Gruppe selbst in einem sehr kurzen Zeitraum publik gemacht wurden. Am 23. März 2012 wurde schließlich die Unterschrift bei Rise Records bekanntgegeben.
Im Mai 2012 wurde Crown the Empire als Vorband für eine im September angekündigte Tournee von Pierce the Veil, welche durch das Vereinigte Königreich führen sollte, angekündigt. Im August wurde David Escamilla als zweiter Sänger in die Band aufgenommen. Mit Joey Sturgis arbeiteten sie an ihrem Debütalbum, das als The Fallout am 19. November 2012 erschien.
Im August 2012 tourte die Gruppe gemeinsam mit Chelsea Grin, Upon This Dawning und Stick to Your Guns als Vorband für Motionless in White. Die erste Konzertreise als Hauptband absolvierte Crown the Empire im Mai 2013 mit Capture the Crown und Palisades. Zuvor war die Band Teil Rise Records Spring Tour, welche zwischen April und Mai stattfand. Weitere Bands die auf dieser Tour spielten waren unter anderem Like Moths to Flames und The Color Morale. Den Sommer des Jahres 2013 verbrachte die Gruppe auf der Warped Tour. Im Dezember spielte die Gruppe erneut mit Asking Alexandria. Dieses Mal waren auch We Came as Romans, Born of Osiris und August Burns Red dabei.
Das mit Dan Korneff erarbeitete Album The Resistance: Rise of The Runaways erschien 2014. Es stieg in den USA auf Platz 7 in den Billboard 200 Chart sein. Einen Tag vor Veröffentlichung des Albums gewann die Gruppe bei den Alternative Press Music Awards in der Kategorie Bester Newcomer bzw. Breakthrough Artist.
Wie im Jahr davor bestritt die Gruppe auch 2014 die komplette Warped Tour. Im Oktober und November 2014 spielt die Gruppe mit The Ghost Inside und Secrets eine Europatournee als Vorband für Asking Alexandria. 2015 wurde The Resistance: Rise of The Runaways mit zusätzlichem Material, darunter die neuen Singles Prisoners of War und Cross Your Bones neu aufgelegt. Am 6. November 2015 gab Bennett Vogelman seinen Austritt aus der Gruppe bekannt.
Crown the Empire veröffentlichten 2016 ihr drittes Studioalbum Retrograde. Das Album stieg auf Platz 15 in den Billboard-200-Charts ein. Sänger David Escamilla verließ die Band gegen Ende des Jahres. Januar 2018 spielte die Band einen neuen Song namens 20/20 live. Dieser wurde offiziell am 13. Juli 2019 veröffentlicht. Am 20. September erschien „What I Am“ und am 5. April „Sudden Sky“. Am 19. Juni veröffentlichte die Band den Song „Mzry“ und kündigte ihr nächstes Album „Sudden Sky“ für den 19. Juli an. Ihr fünftes Studioalbum Dogma wurde am 28. April 2023 über Rise Records veröffentlicht. Unter anderem fanden Kollaborationen mit Courtney LaPlante, der Sängerin von Spiritbox und mit Remington Leith, dem Frontman von Palaye Royale, statt.

## Stil
Die Gruppe spielt eine klassische, härtere Variante des Metal- bzw. Post-Hardcore und benutzt auch Einflüsse aus der elektronischen Musik, weshalb Crown the Empire auch als Trance- bzw. Electrocore-Band bezeichnet werden kann. Die Musiker bezeichnen ihren Musikstil selbst als „Arena Rock Hardcore“.

## Diskografie

### Alben
- 2012: The Fallout (Rise Records, 2013 zusammen mit Limitless neu aufgelegt)
- 2014: The Resistance: Rise of the Runaways (Rise Records)
- 2016: Retrograde (Rise Records)
- 2019: Sudden Sky (Rise Records)
- 2023: Dogma (Rise Records)

### EPs
- 2011: Limitless (Eigenproduktion, 2013 mit The Fallout erneut veröffentlicht)